# Bernhard Adamczak
Bernhard Adamczak (* 20. September 1953) ist ein ehemaliger deutscher Fußballspieler.

## Karriere
Bis zur Saison 1972/73 spielte er beim VfR Übach-Palenberg. Von dort wechselte er zu Alemannia Aachen für welche er in der Regionalliga West und später noch in der 2. Bundesliga Nord auf insgesamt 59 Einsätze mit neun Torerfolgen kam. Zur Saison 1975/76 wechselte er zum SV Baesweiler 09 in die niederen Amateurligen, von wo er dann im Sommer 1980 noch einmal weiter zum TuS 08 Langerwehe wechselte. Bei diesem Verein kam er dann noch einmal in der 2. Runde des DFB-Pokal 1980/81 bei der 1:7-Heimniederlage gegen Borussia Mönchengladbach über 75 Minuten zum Einsatz.